# Condado de Parkland
El condado de Parkland es un distrito municipal canadiense situado en la provincia de Alberta.

## Superficie
Parkland tiene una superficie de 2375,67 km².

## Demografía
En 2021, tenía 32 205 habitantes, una densidad poblacional de 13,6 hab./km², y 13 544 viviendas.